# De goudweegster
De goudweegster (Duits: Die Goldwägerin) is een schilderij van Pieter de Hooch dat hij rond 1664 maakte. Sinds 1910 maakt het deel uit van de collectie van de Gemäldegalerie in Berlijn.

## Voorstelling
De goudweegster neemt een bijzonder plek in het oeuvre van De Hooch in. Het is een van de weinige werken waarop hij slechts een persoon heeft afgebeeld. Ongebruikelijk is ook dat de vrouw wordt weergegeven op driekwart lengte en niet ten voeten uit. Het is daarnaast een kleurrijk schilderij. Het geel van het behang en rood en blauw van de kleding zorgen voor een sterk contrast. In het werk komen echter ook elementen voor die typisch zijn voor De Hooch, zoals het geopende raam aan de linkerkant en de open deur die zicht geeft op een andere ruimte. De stoel en het gouden behang keren terug op een ander schilderij, Vrolijk gezelschap in een voornaam interieur. Hierop is ook een staande vrouw met blauwe kleding te zien. 
Het schilderij vertoont overeenkomsten met Vrouw met een weegschaal, een werk van Vermeer, evenals De Hooch uit Delft afkomstig. Tot het begin van de twintigste eeuw werd zelfs aangenomen dat De goudweegster van de hand van Vermeer was. Hoewel de toeschrijving aan De Hooch inmiddels onomstreden is, werd lang gedacht dat de schilder zich had laten inspireren door het werk van Vermeer. Onderzoek met Röntgenstraling heeft echter aangetoond dat De Hooch wijzigingen aanbracht in de compositie. Oorspronkelijk was ook een man aan de tafel afgebeeld. Indien de schilder een voorbeeld van zijn stadgenoot voorhanden had, is het onwaarschijnlijk dat hij een figuur zou toevoegen en weghalen. Hoewel Vermeer De Goudweegster waarschijnlijk kende, bracht hij een belangrijke wijziging aan. Hij voegde op de achtergrond een schilderij van het Laatste Oordeel toe waarop de aartsengel Michaël de zielen van de overledenen weegt. Deze parallel met de vrouw die goud aan het wegen is, gaf het schilderij een symbolische betekenis. Daarnaast koos Vermeer niet voor de gelijkmatige belichting van zijn voorbeeld, maar laat hij een lichtbundel op het bovenlichaam van de vrouw vallen.

## Herkomst
Het schilderij is tussen 1780 en 1847 zeker acht keer op een veiling verkocht, waarbij het soms werd aangezien voor een werk van Vermeer. De bekendste eigenaar in deze periode was de Engelse schrijver en verzamelaar William Beckford. In 1910 kocht de Kaiser Friedrich Museumsverein het doek bij een Parijse kunsthandelaar.

## Afbeeldingen

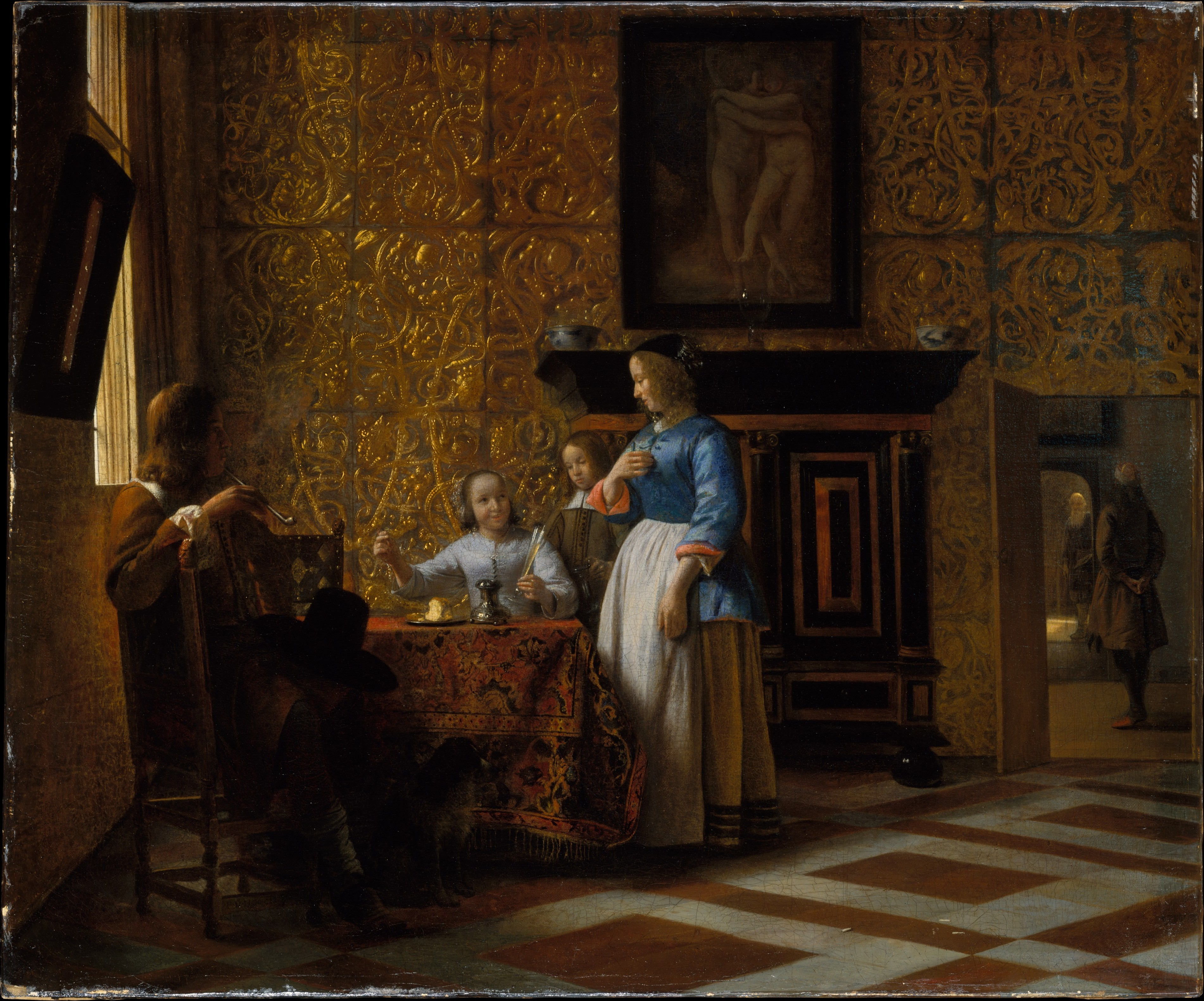
Vrolijk gezelschap in een voornaam interieur (1663-65)
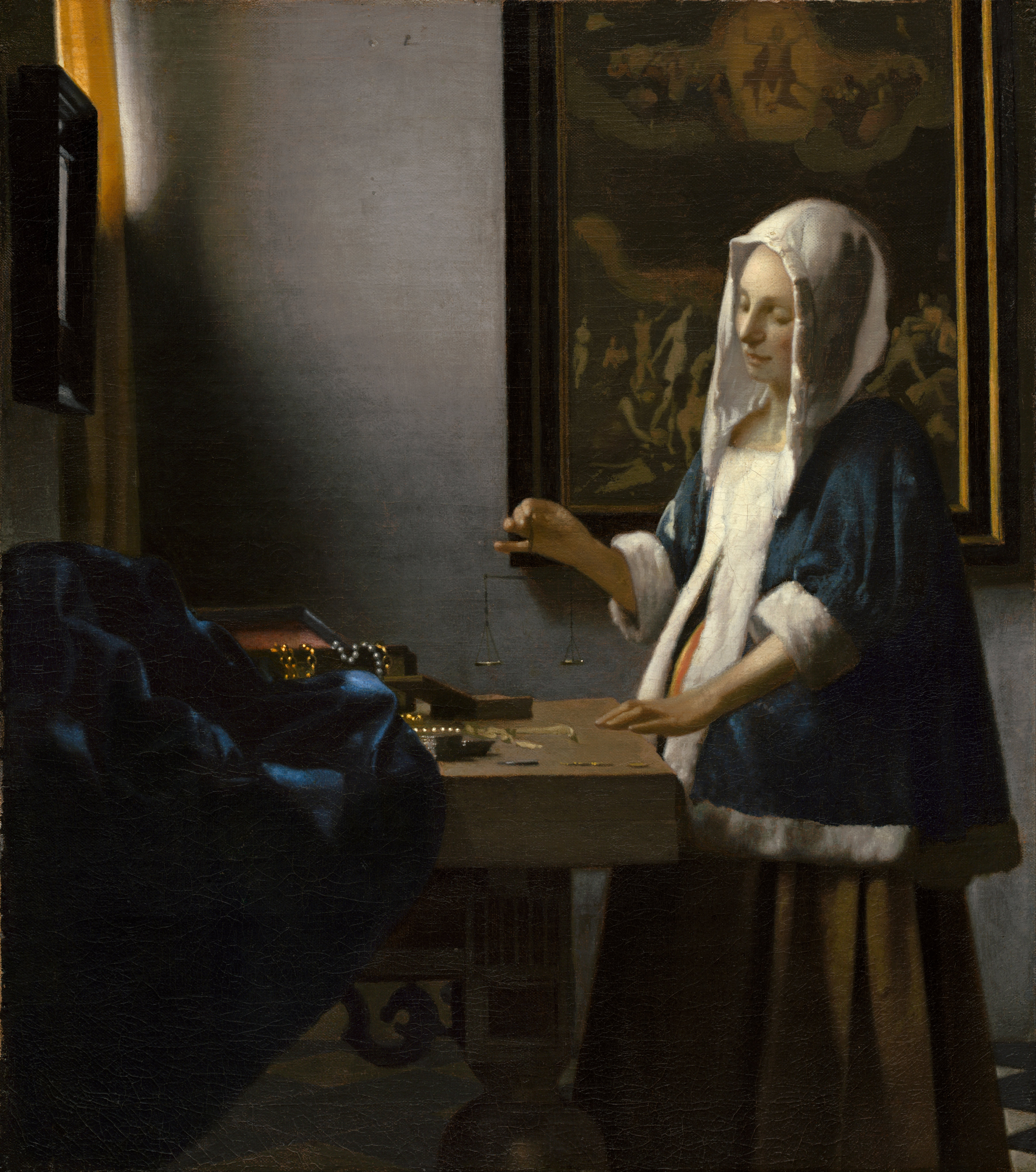
Vrouw met een weegschaal - Johannes Vermeer